# Arizonose
 (février 2018).
Si vous disposez d'ouvrages ou d'articles de référence ou si vous connaissez des sites web de qualité traitant du thème abordé ici, merci de compléter l'article en donnant les références utiles à sa vérifiabilité et en les liant à la section « Notes et références ».
L'arizonose est une maladie septicémique de la volaille, retrouvée dans le monde entier. Elle a toujours été la maladie des jeunes dindons, mais elle peut également infecter d'autres oiseaux domestiques et sauvages y compris les poulets et une grande variété d'espèces animales différentes. Cette affection se présente sous forme aiguë ou chronique et se caractérise par une septicémie, des signes neurologiques, une cécité et une augmentation de la mortalité. 

## Étiologie
L'arizonose est une affection due à Salmonella enterica, de la sous-espèce arizonae (S. arizonae), classée dans la famille des enterobacteriacae. Il y a de nombreux sérotypes de S. arizonae, 18:Z4, Z23 et 18:Z4, Z32 étant les plus courants. C’est une bactérie à gram négatif, non sporulée, mobile, qui fermente lentement le lactose, nécessitant généralement quelques jours. La fermentation lente de S. arizonae peut être prise à tort pour d'autres espèces de Salmonella à moins que les tubes de fermentation ne soient maintenus pendant une période suffisante.
Historiquement, l'agent étiologique de l'arizonose était considéré comme appartenant au genre Arizona. Depuis 1984, il a été caractérisé comme une sous-espèce du genre Salmonella, sur la base de la parenté de l'ADN avec ce genre.

## Épidémiologie
L'épidémiologie de l'arizonose peut être semblable aux autres salmonelloses, notamment les paratyphoïdes ; elle est distribuée dans le monde entier et éradiquée dans quelque pays comme le Royaume-Uni. La plupart des épizooties se produisent chez les dindons. Bien que tous les âges soient sensibles, la maladie est plus fréquente chez les dindonneaux de moins de trois semaines. Des poussins, des canetons, des canaris, des psittacidés et d'autres oiseaux ont été trouvés infectés. Elle se produit fréquemment chez les reptiles, qui peuvent servir de réservoir. Elle peut affecter les humains mais elle n’est pas commune. 
La transmission est à la fois horizontale et verticale et constitue un cercle vicieux, Les oiseaux adultes infectés sont fréquemment des porteurs intestinaux et des excréteurs intermittents. La contamination de la surface des coquilles d'œufs par des fèces entraîne la pénétration de l'agent pathogène et l'infection de la progéniture. Les descendants infectés qui éclosent des œufs infectés transmettent l'organisme latéralement aux oiseaux non infectés dans l'écoutille et peuvent ensuite devenir des porteurs et des excréteurs de l'organisme. L'exposition à l'agent peut également se produire par l'intermédiaire de reptiles, de rats, de souris et de nombreux autres mammifères. 
Les bactéries en cause survivent dans l'environnement de la même manière que les autres salmonelles (Williams, 1972). Elles sont largement distribuées dans la nature et peuvent être isolées à partir de préparations des aliments des volailles (Erwin, 1955), terre (Sato, 1967), litière (Snoeyenbos et Smyser, 1969) et la coquille d'œuf (Sato et Adler, 1968v; al, 1971). Rosenwald (1965) et Kowalski et Stephens (1968) ont cité des informations qui ont  indiqué que organismes pourraient survivre dans les élevages au moins six mois.
Cela fait de l'arizonose une maladie importante économiquement en raison de la morbidité et de la mortalité rencontrées chez les dindonneaux mais aussi en raison de la localisation génitale de la bactérie dans l’ovaire et l’oviducte des dindes reproductrices perpétuant la contamination des dindonneaux.

## Pouvoir pathogène
S. arizonae a la capacité d'élaborer des endotoxines, entraînant une inflammation de plusieurs organes, notamment dans le sac vitellin, le cerveau, les yeux et les cecas.

## Symptômes

### Sur le plan clinique
Chez les jeunes dindonneaux, il peut y avoir de l'apathie, de la diarrhée, de l'ataxie, des tremblements, des torticolis, une turbidité. Un élargissement de l'œil causant la cécité peuvent survenir chez les dindonneaux infectés, les yeux affectés subissent une atrophie et sont utiles pour identifier les troupeaux précédemment infectés. Les signes du système nerveux central se produisent chez les oiseaux présentant des lésions cérébrales. Une croissance médiocre et  inégale dans le troupeau est observée même après la fin de la maladie clinique. Une mortalité excessive (3-5 % est la plus fréquente, bien que des pertes allant jusqu'à 50 % aient été rapportées). Les porteurs adultes ne montrent généralement aucun signe.

### Sur le plan lésionnel
Typiquement, des lésions de septicémie sont observées, y compris un foie jaune marbré hypertrophié. Parfois, il y a des boudins fibrinonécrotiques observés dans la lumière de l'intestin ou le caecum sont caractéristiques d'une salmonellose, dont S. arizonae chez le dindonneau. Les sacs vitellins infectés se développent en abcès chez les dindonneaux qui survivent à la septicémie initiale. Un nombre réduit mais significatif de dindonneaux ont une opacité ou une turbidité de l'œil ou des yeux (ophtalmite). Cette lésion utile n'est pas pathognomonique car elle survient également lors de la paratyphoïde, l'aspergillose ou la colibacillose, cependant, elle survient plus fréquemment lors de l'arizonose. Exsudat purulent dans les méninges, les ventricules latéraux du cerveau, ou dans l'oreille moyenne et interne est observé chez les oiseaux avec des signes du système nerveux central. 

## Diagnostic
Les signes cliniques, les lésions et le taux de mortalité sont insuffisants pour différencier l'arizonose des autres salmonelloses. Cependant, ils peuvent servir à établir un diagnostic préliminaire. L'agent étiologique doit être isolé et identifié, S. arizonae peut généralement être récupérée du foie, la rate, le sang du cœur, le jaune non absorbé, l'intestin ou d'autres organes. Elle est facilement récupérable des yeux, des oreilles et du cerveau infectés. Cette bactérie persiste plusieurs semaines dans les yeux atrophiés, à partir desquels elle peut être facilement récupérée. En outre, elle peut être cultivée à partir d'embryons, de coquilles d'œufs ou d'organes ne provenant pas d'éclosions d'oiseaux reproducteurs infectés et d'échantillons environnementaux. Les procédures d'enrichissement utilisées pour isoler d'autres salmonelles sont également efficaces pour détecter S. arizonae.

## Traitement
Des antibiotiques tels que la gentamicine, les tétracyclines et les sulfonamides peuvent être efficaces dans la prévention de la surmortalité. Le traitement n'empêche pas les oiseaux de devenir porteurs et excréteurs de l'organisme. Expérimentalement, l'utilisation d'une bactérie chez les dindes reproductrices s'est avérée utile pour réduire l'excrétion et associée à de bonnes procédures de gestion, éliminant finalement la maladie des élevages de reproducteurs.

## Prophylaxie

### Offensive
Il n'existe pas de test sérologique facilement disponible pour l'identification des troupeaux infectés ou des oiseaux individuels. De tels troupeaux sont souvent identifiés en cultivant l'agent à partir de leurs œufs ou de leur progéniture. 
Les dindonneaux d'un jour sont habituellement inoculés au couvoir avec des antibiotiques pour contrôler la mortalité due à l'arizonose, La gentamicin est le plus couramment utilisé. Des souches résistantes à la gentamicine ont été trouvées et ont causé des pertes très élevées, dans ces cas, l'utilisation de tétracyclines injectables ou de ceftiofur peut être utile.

### Défensive
La mise en place de tests de détection de S. arizonae pour les reproductrices avant la mise en reproduction et l’élimination des oiseaux positifs est la meilleure méthode de prévention. 
La mise en œuvre des mesures de biosécurité, l'isolement total des oiseaux, de lutter contre la pénétration dans les bâtiments d’oiseaux et les rongeurs venant de l’extérieur, le nettoyage, la désinfection et la surveillance des oiseaux, des œufs et des plateaux d'œufs et de l'environnement sont essentiels pour réussir la prévention et l'élimination de S. arizonae tant chez les dindes reproductrices que dans les couvoirs.